# ロープワーク

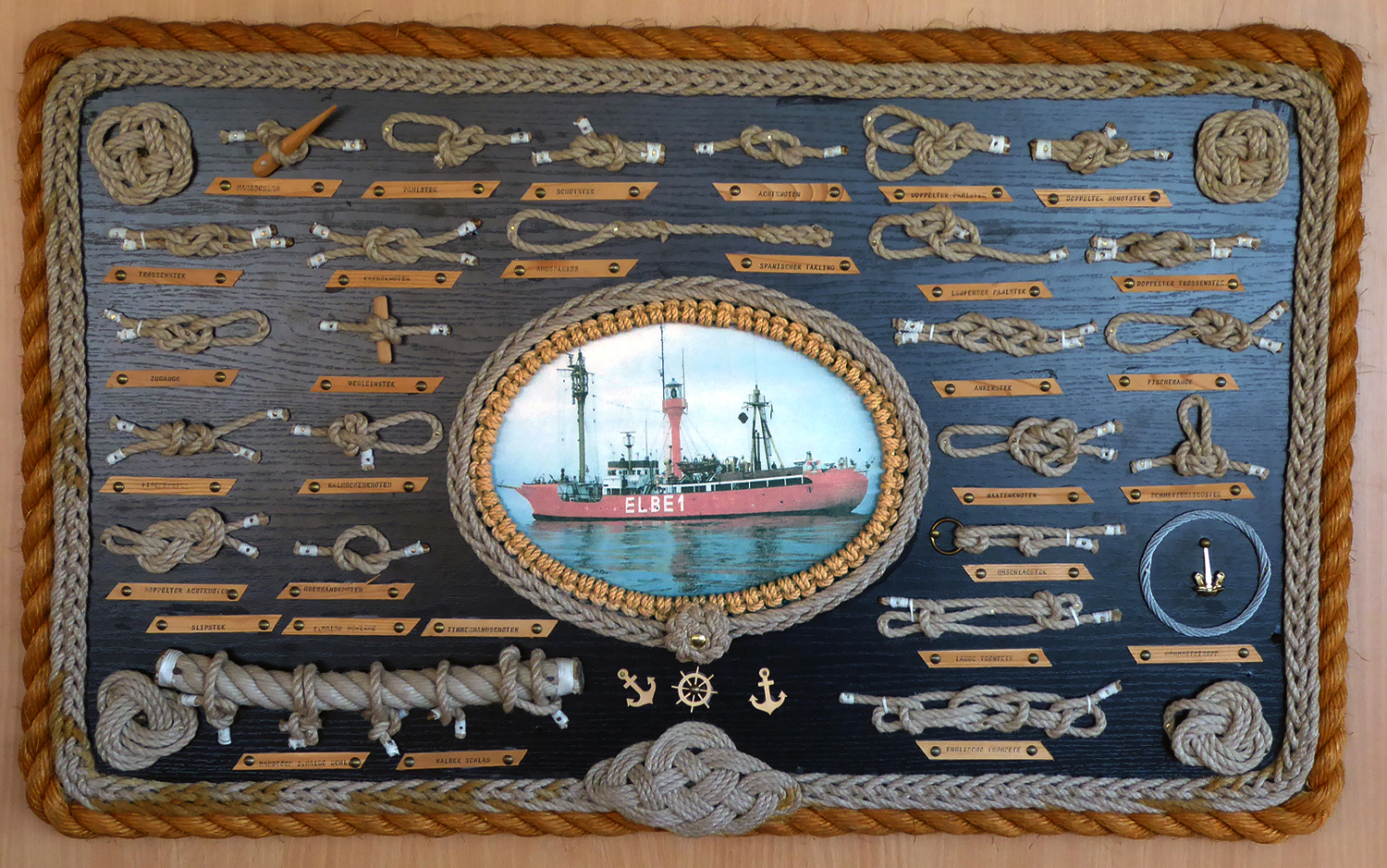
ノットボード (Knot board)は、多数の結びを集めた実物の見本。教育に用いられるだけでなく、工芸品、装飾品として観賞用にもなっている。

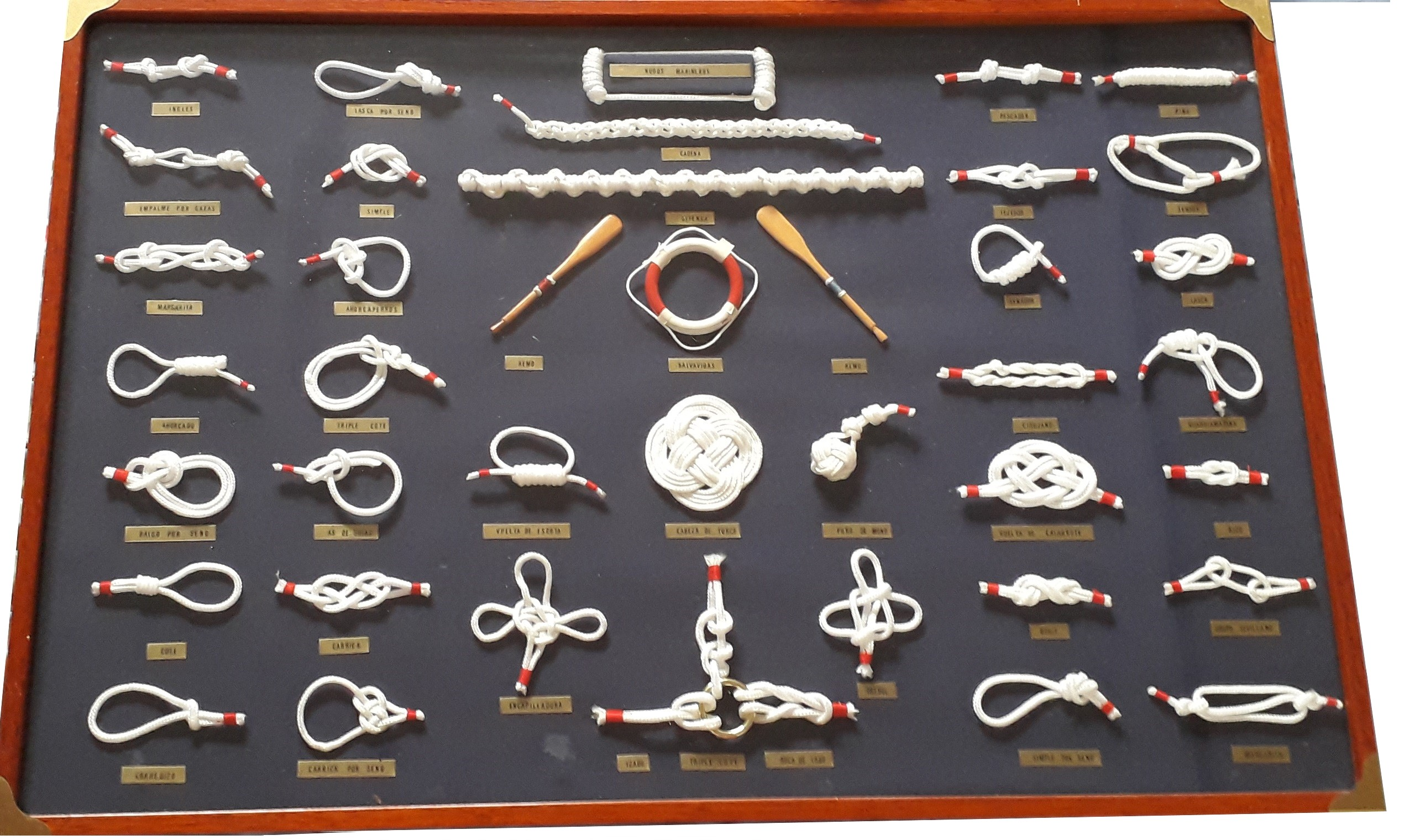
ノットボード

ロープワーク（英: ropework）とは、ロープの基本的知識（素材、強度、構造）、ロープの選定法、ロープの管理法、ロープの結び方など、取扱いの全てを含む技法並びにその体系。
日本では、ロープノットの意味で誤ってロープワークと表現される事が少なくない。もともと英語の"ropework"は「縄をなったり、それを補修すること」を意味し、その上で結び方（ロープノット）などのロープの取り扱いを含むもの。

## ノットの基本要素と名称
すべての結びは掛け（バイト）、巻き（ターン）、しばりの三要素からなる。
英語での結びの名称は、ノット、ベンド、ヒッチの３つに分けることができる。
- ノット (Knot) - ロープ一本あれば完結し、役割を果たせる結びのこと。
- ベンド (Bend) - ロープの末端同士を結ぶもの。2本のロープをつないで1本にする場合も、1本のロープの両端を結ぶ場合も含む。オーバーハンドノットとオーバーハンドベンドは、結びの手順は同じだが、1本で完結しているか、2本で接続するかで異なる。もともとBendは、曲げるの意味。
- ヒッチ (Hitch) - カラビナや木などの物に固定する結び。もともとHitchは、つなぐ、結びつけるの意味。

各結びの名称が種類（分類）を直接表している場合もあるが、そうでない物も珍しくないので、特に日本では外国語、英語の扱いに注意が必要。名称は名称として覚える必要があり、安易に呼び方を変更する事は禁忌である。例えば、英 Anchor bend＝Fisherman's bend は名称にbend と入っているが、種類としてはhitch である。同様にFisherman's knotは種類としてはbendであるが、これをFisherman's bend と呼ぶ事は出来ない。
ただし、ロープワークの名称といっても、同じ結びを、複数の呼び方をされるものがあり、英語読み、和製英語、ドイツ語やフランス語由来、船乗り用語などが混在しており、技術書でも統一されていない。名称も技術書によっては異なることもあり、そのため、教えてくれる人によって呼び名が違うことがあり、これは緊急時の避難などの際に、別の結びと勘違いする可能性もあり、大事故につながる可能性もある。そのため、統一した方がよく、日本山岳ガイド協会では、結びの呼び方は英語での呼称で統一している(たとえば、インク・ノットは誤名なので、クローブ・ヒッチ、「カウ・ヒッチ」でなく、ガース・ヒッチなど)。

## 種類
具体的な結びの種類は「結び目」を参照。

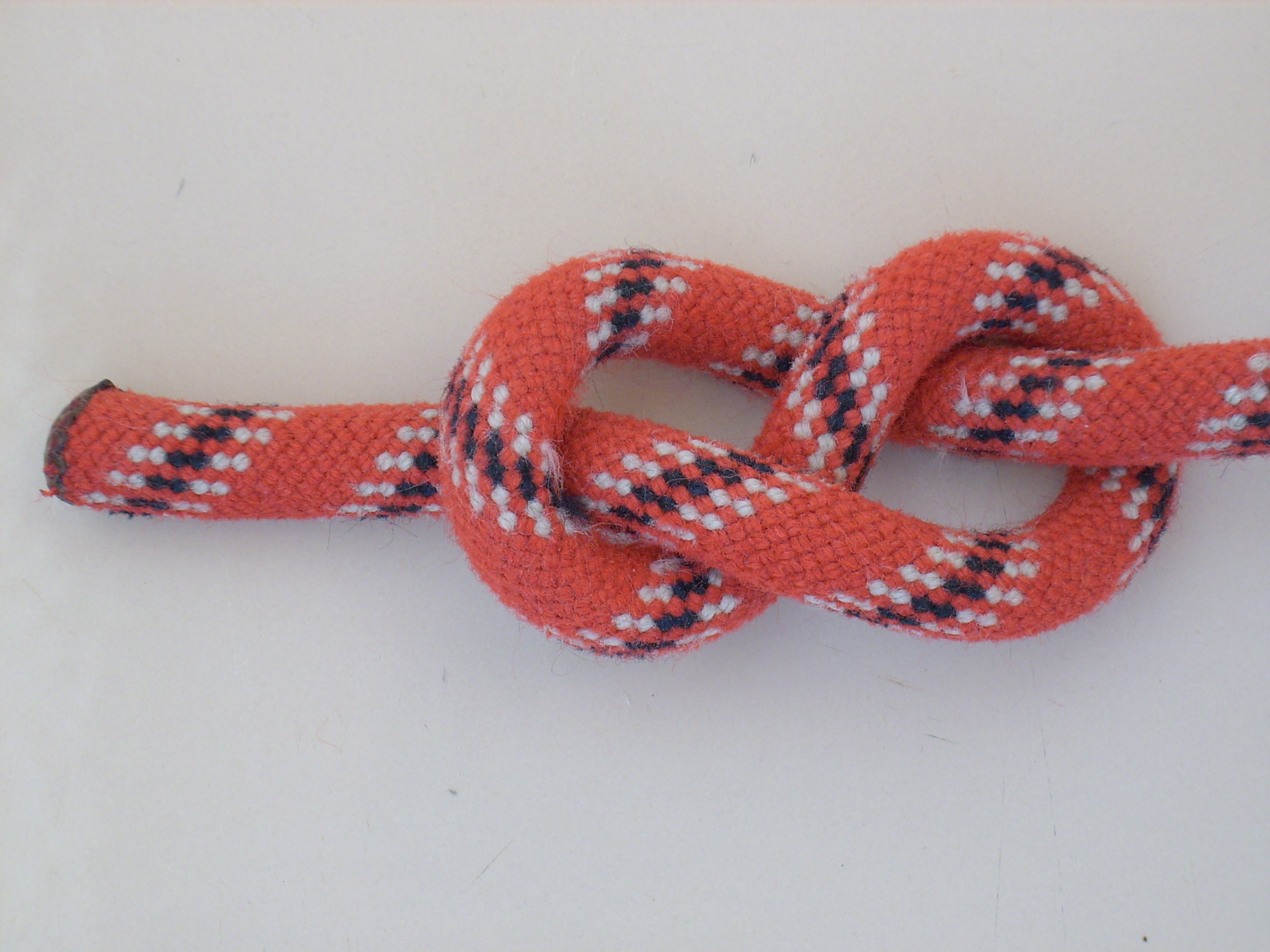
8の字結び

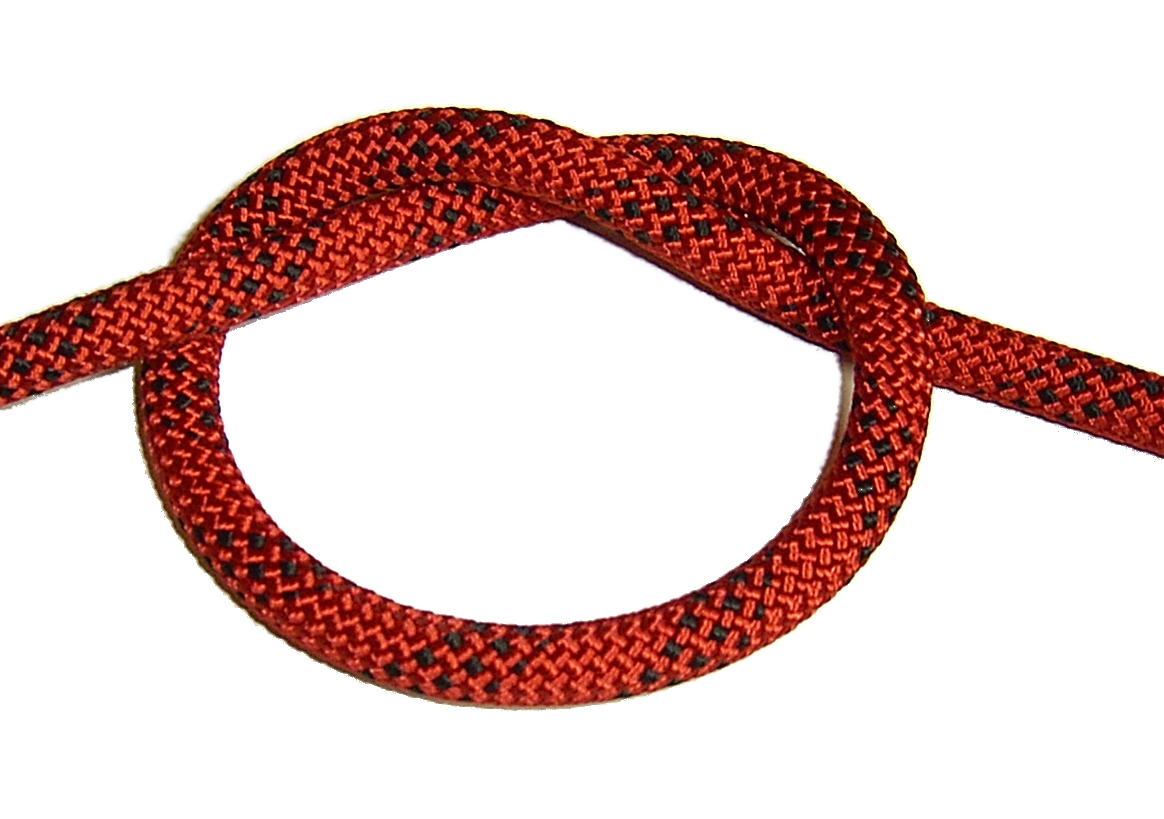
止め結び

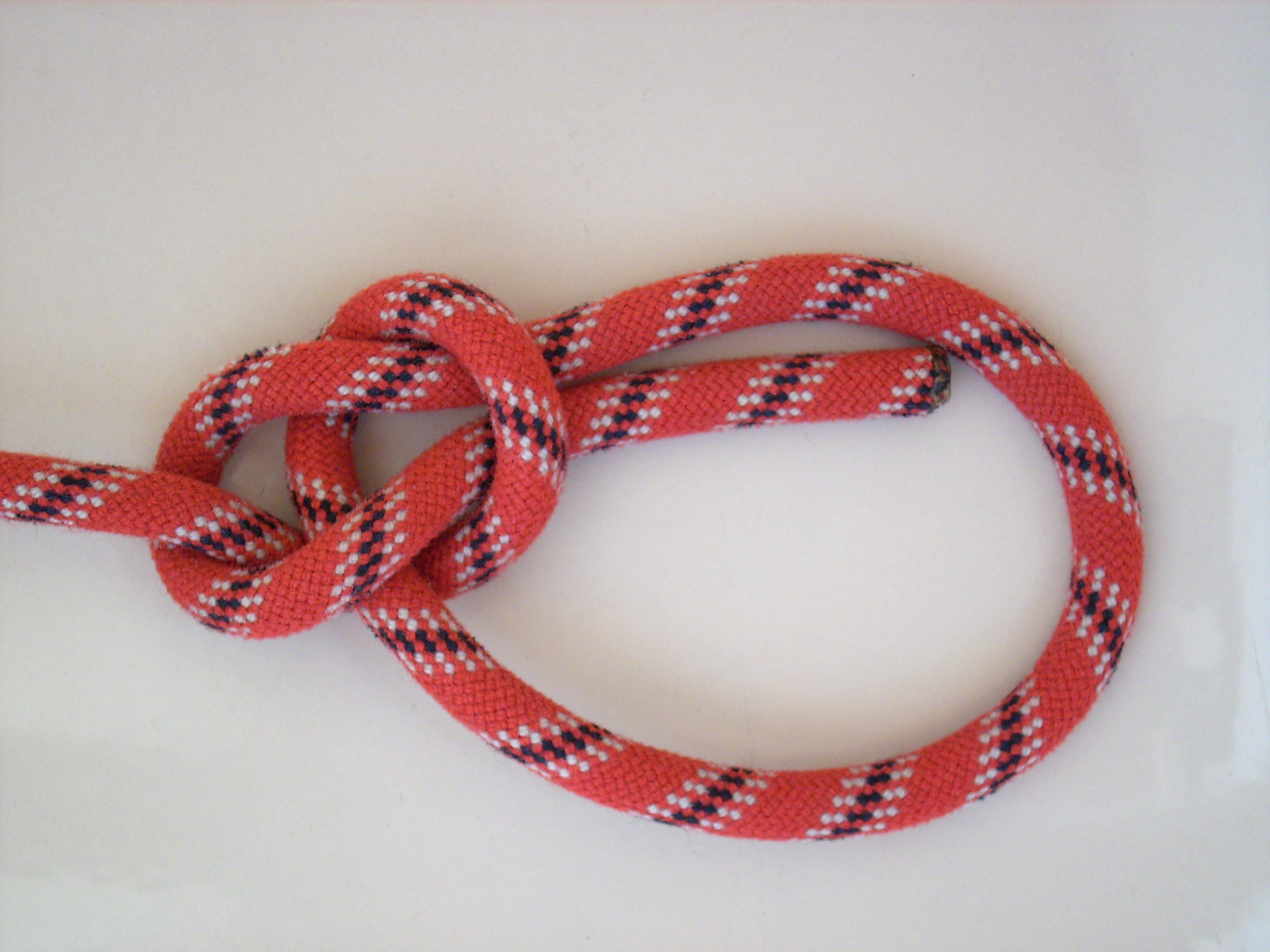
もやい結び

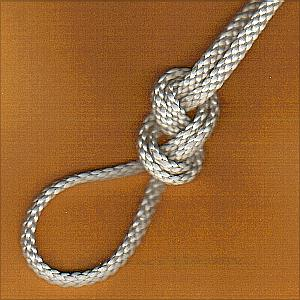
二重8の字結び

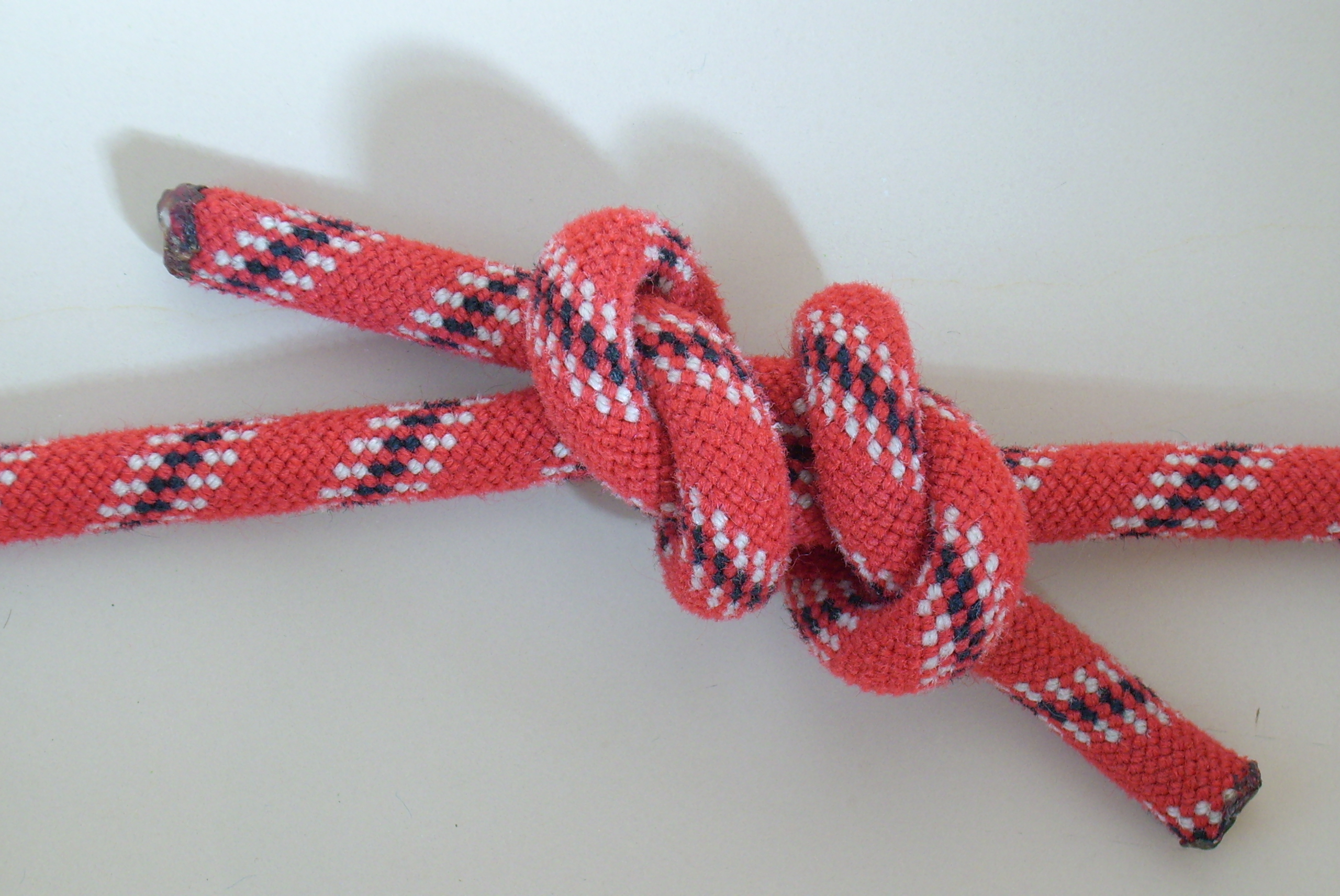
テグス結び

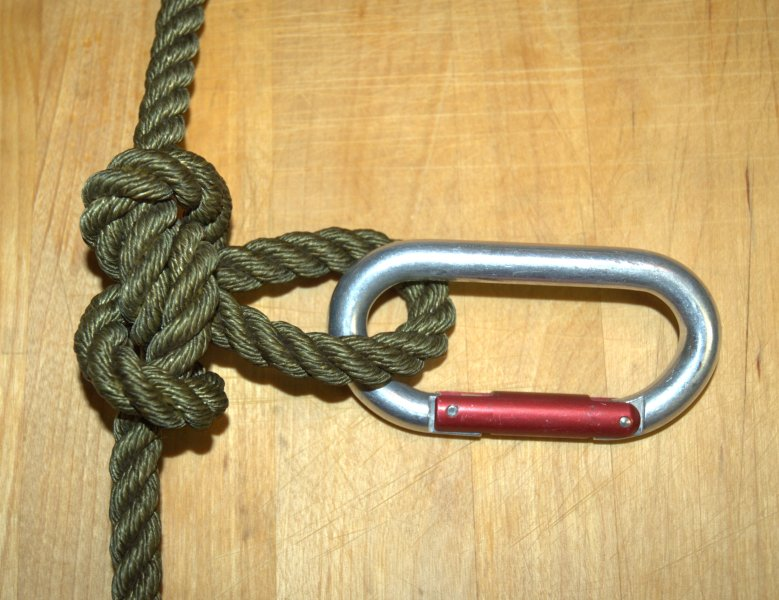
中間者結び

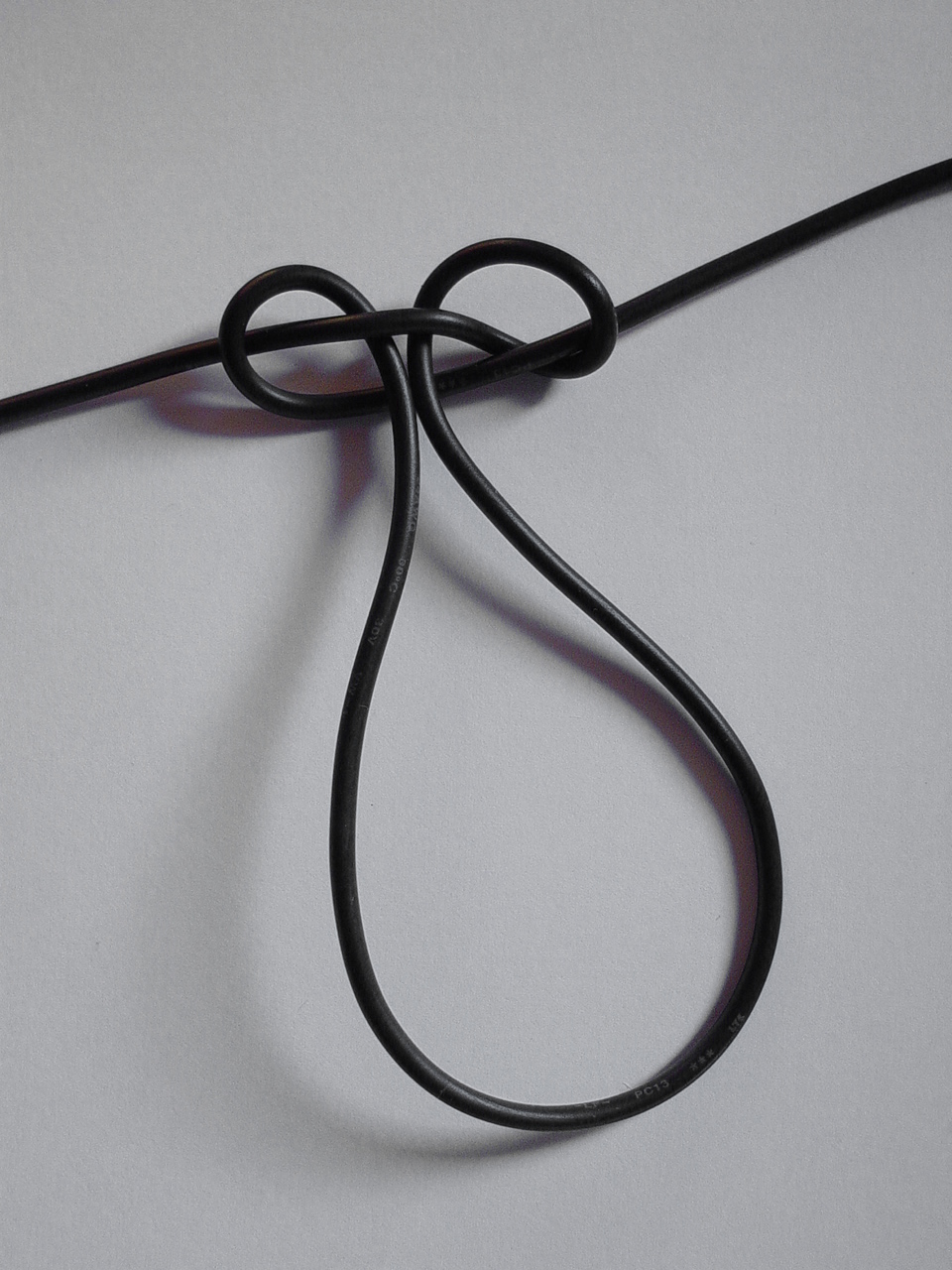
よろい結び

蝶結び

本結び

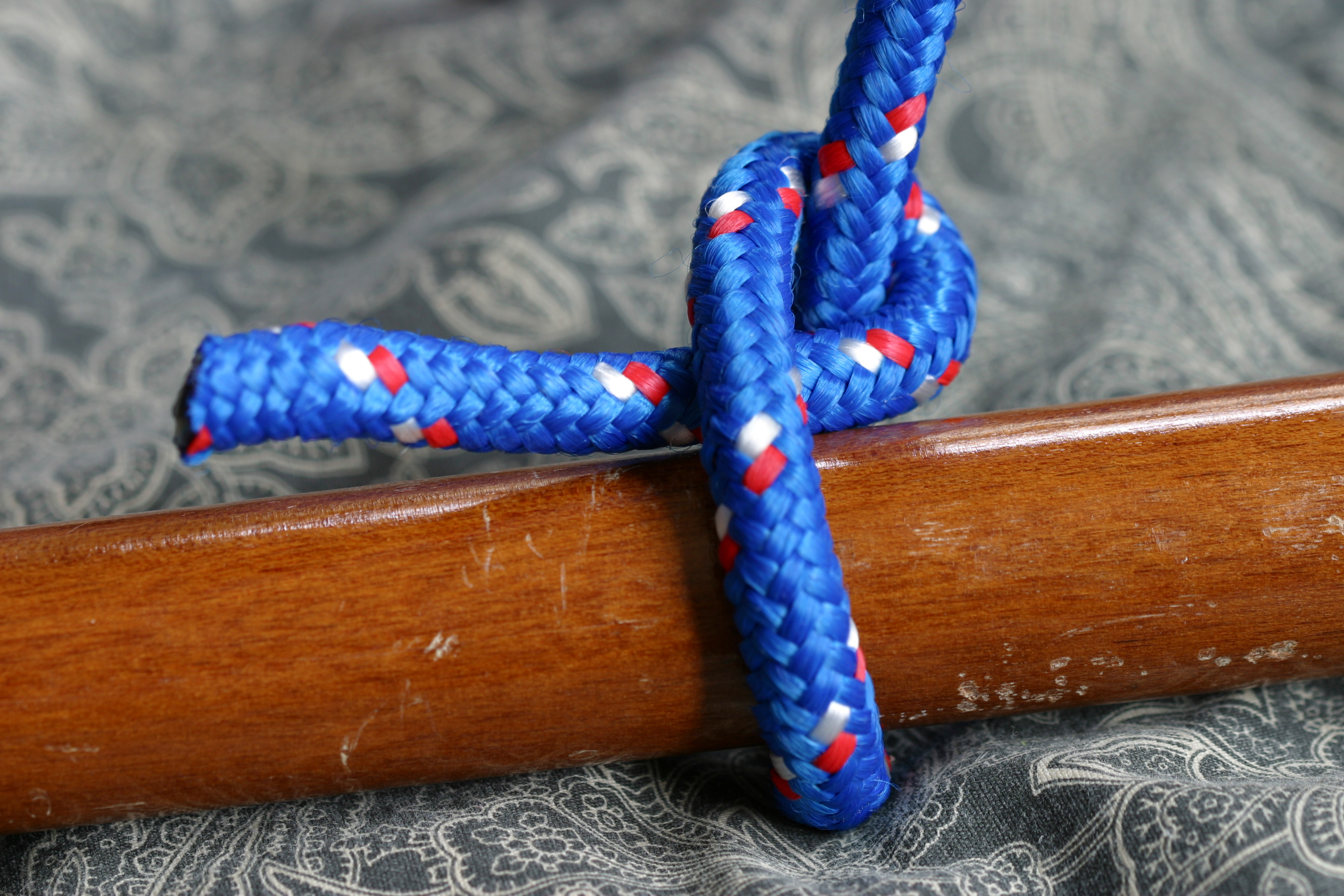
棒に施したひと結び

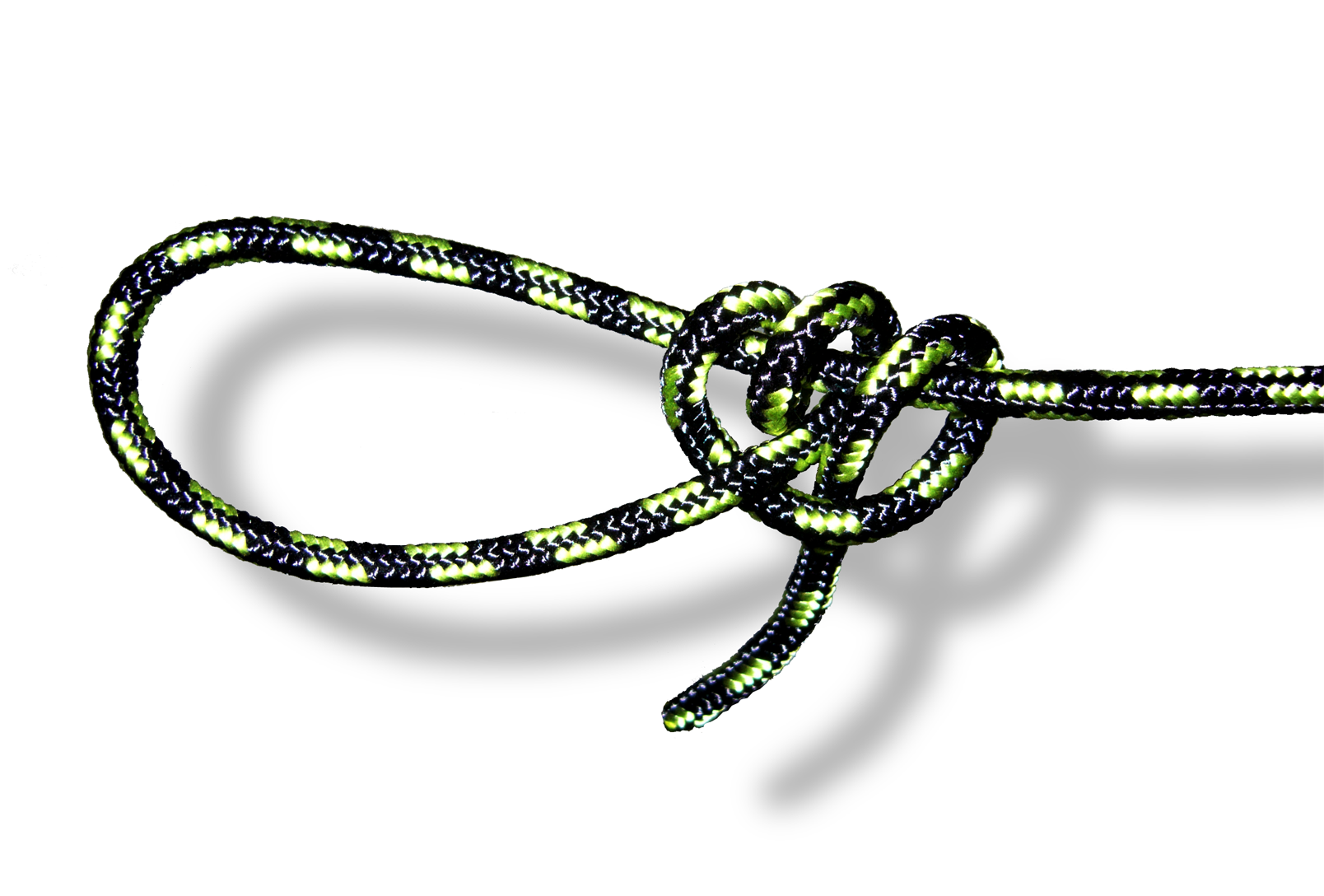
自在結び

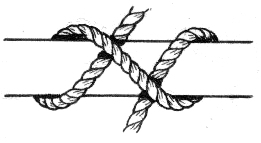
巻き結び

結びは結節、結合、結着などに分類できる。分類上は同種であっても、船舶や登山などの専門分野では、それぞれ特殊な環境に適した結びが考案されている。基本は、物の固定用途が主なものといえようが、古代インカのキープに代表される結縄による文字や数字の記録および沖縄地方に伝わる藁算に代表される計算などもある。
また、ネクタイやリボンのように装飾を目的とする種類、デコラティブ・ノットもある。
また、ロープの素材も、各用途にとっての重要な要素となり得る。ロープの素材による分類も参照。

### 結節
1本の紐の片端、もしくは中間にこぶを作ることを結節（stopper knot）と呼ぶ。紐の脱落防止や、紐を引く際の助けとするための結びである。
- 一重8の字結び（シングル・フィギュア・エイト・ノット single figure-eight knot）
- 止め結び（オーバーハンド・ノット overhand knot）

### 結輪
紐で環を作ることを結輪という。紐を杭などにかけたり、ものを吊ったりする際に用いる際に行われる結びである。簡単に作れること、力をかけても環が広がったり狭まったりしないことなどが要求される。
- もやい結び（ボウリン・ノット bowline knot）※英bowline「ボウライン」は誤読
- 二重8の字結び（ダブル・フィギュア・エイト・ノット double figure-eight knot）
- テグス結び（フィッシャーマンズ・ノット fisherman's knot）
- 中間者結び（バタフライ・ループ Butterfly loop）
- よろい結び（ハーネス・ループ harness loop）

### 結合
簡易的に紐の継ぎ足しをする際の結びを結合という。また、ものを縛る際にも使われる。
- テグス結び（フィッシャーマンズ・ノット fisherman's knot）
- 蝶結び（ボウ・ノット bow knot）
- 本結び（英語ではリーフ・ノット Reef knot、アメリカ英語ではスクウェア・ノット Square knot）
- ツェッペリン結び（ゼプリン・ベンド Zeppelin bend）※「ツェッペリン」はドイツ語読み

### 結着
物に結び付ける際の結びを結着（hitch）という。
- ひと結び（ハーフ・ヒッチ half hitch）
- 自在結び・張り綱結び（トートライン・ヒッチ tautline hitch）
- 巻き結び（クローブ・ヒッチ clove hitch）

### 結縮
ロープを短くするときに用いられる結びを結縮という。
- 縮め結び（シープシャンク sheepshank）
- 引き解け縮め結び

### 結飾
もっぱら装飾に用いられる結び。
- たが結び

### 縛材

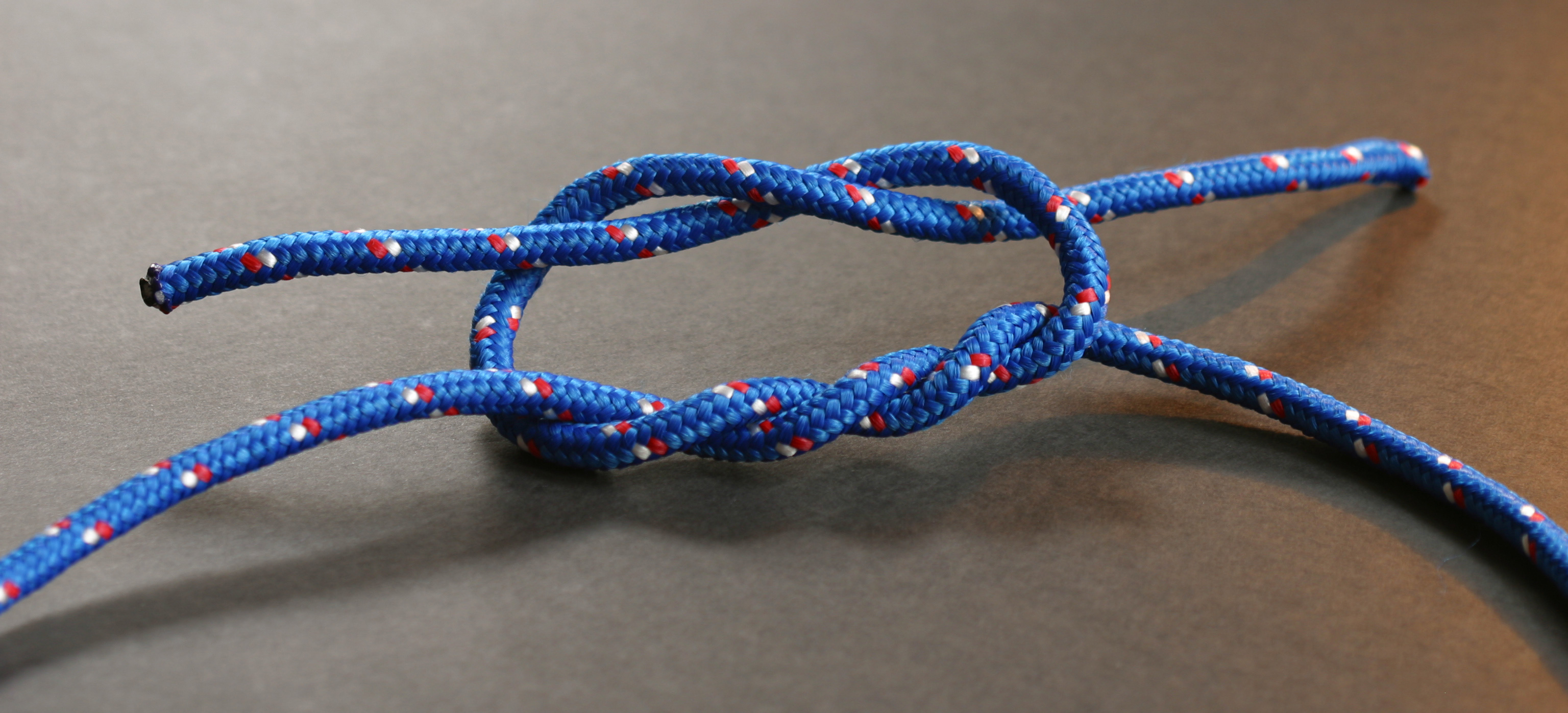
結ぶ前の外科結び

物が動かないように縛りつける際の結びである。環を縮める力をかけやすいこと、環を縮めたら元に戻りにくいこと、場合によっては簡単にほどけることなどが要求される。
- コンビーフ・ノット（英語版）
- 外科結び（サージェンズ・ノット  surgeon's knot）

### 収納
紐の携帯・保存に用いられる結び。
- えび結び
- 棒結び

### 結びの組合せ
自動車を牽引する
故障した自動車を他の自動車で牽引するための結びとしては、牽引時の強度とともに使用後に容易に解けることも要求される。フックにロープを通し、50cm程の間隔を置いてハーフ・ヒッチ、更に50cm程の間隔を置いてハーフ・ヒッチ、更に50cm程の間隔を置いて変形もやい結びを設ける方法がある。二つのハーフ・ヒッチを設けることによって、変形もやい結びが堅く締まり過ぎず、使用後に解くことを容易にする効果がある。
荷台の荷物を固定する
荷台の荷物を固定し、移動中などの荷崩れを防ぐための結びとしては、固定する際に締める機能や運搬時の強度とともに荷下ろしの際に容易に解けることも要求される。結び始めには、ラウンド・ターンとトゥー・ハーフ・ヒッチの組み合わせ、クローブ・ヒッチとハーフ・ヒッチの組み合わせ、もやい結びなどを用いる。結び終わりには、ワゴナーズ・ヒッチまたはトラッカーズ・ヒッチ（trucker's hitch）を用いる。

## 索端止め
ロープの末端（索端）はほつれが生まれやすく、ロープ損傷の原因となる。これを防ぐためにロープの端を固めることは必須であり、基本のロープワーク。これを索端止め、先端処理、ほつれ止めなどという。
簡単に先端を固める場合はビニールテープなどで巻くことで済ませる事もあるが、接着剤で固める方法や、（合成繊維の場合は）熱を加えて融かし固める方法もある。本格的には、糸で縛ったり縄を編み込んだりして処理する。

## 歴史
ノット、すなわち「結び」の発祥は石器時代より以前とされており、その歴史は古い。

## リンク
- ロープワーク - ヤマハ発動機